# Raitigericht
Das Raitigericht war bis 1798 ein Thurgauer Niedergericht auf dem Seerücken und Teil der Vogtei Eggen, die aus der Konstanzer Bischofshöri hervorgegangen war.
Das Raitigericht wurde 1447 erstmals erwähnt als Raitin vogty. Im Jahre 1447 verkaufte Hans von Klingenberg das Raitigericht für 1155 Gulden an Konstanz und übergab die Verwaltung dem städtischen Raitiamt, das seit dem 13. Jahrhundert für die Armenpflege zuständig war. Es umfasste unter anderem die Dörfer und Höfe Ellighausen,
Geboltshausen ⊙, Neuwilen,
Ober-         ⊙ und
Unterbächi    ⊙,
Ober-         ⊙ und
Unterstöcken   ⊙,
Schwaderloh sowie vier Häuser von
Engelswilen   ⊙.
Gemäß der Offnung von 1490 präsidierte der Meister des Seelhauses bei St. Jost das Raitigericht, während der thurgauische Landvogt die Appellationen beurteilte. Bis 1798 waren die Raitipfleger, die das Raitiamt der Stadt Konstanz verwalteten, die Vögte des Raitigerichts.